# Geskel Saloman

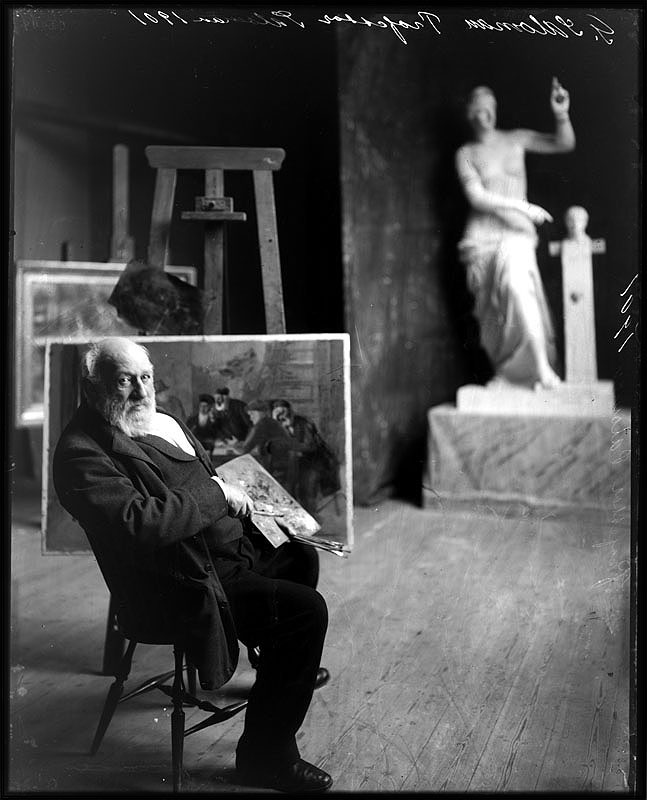
Geskel Saloman framför staffliet, foto från 1901.

Geskel Saloman, före 1850 Geshel Salomon, född 1 april 1821 i Tönder Slesvig, död 5 juli 1902 i Båstad, var en dansk-svensk målare, tecknare och grafiker.

## Biografi
Saloman studerade vid konstakademien i Köpenhamn 1837–1844 och kom 1850 till Göteborg där han etablerade sig som porträttmålare. År 1854 for han till Paris för att studera för Thomas Couture och 1860–1861 gjorde han studieresa till Algeriet. 
Han grundade 1862 en privat tecknings- och målarskola i Göteborg, samt organiserade museets ritskola. 1871 flyttade han till Stockholm, där han 1874 blev vice professor vid Konstakademien. 
Saloman är representerad på Nationalmuseum, Norrköpings konstmuseum, Göteborgs konstmuseum och Göteborgs stadsmuseum samt Judiska museet i Stockholm. 
Geskel Saloman var bror till violinisten och tonsättaren Siegfried Saloman samt morfar till skådespelaren Olga Raphael Hallencreutz.

## Bilder

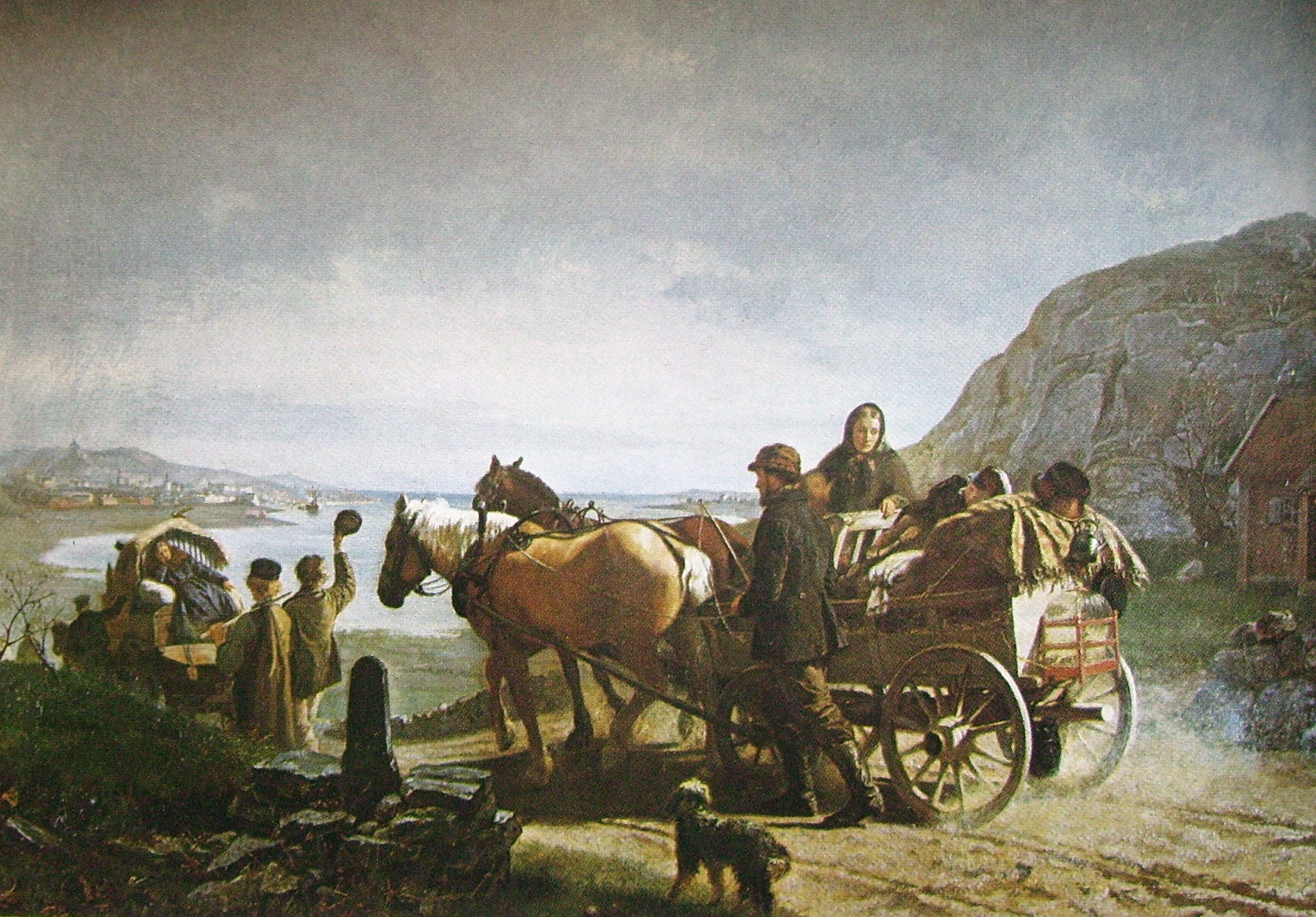
Emigration (1872)
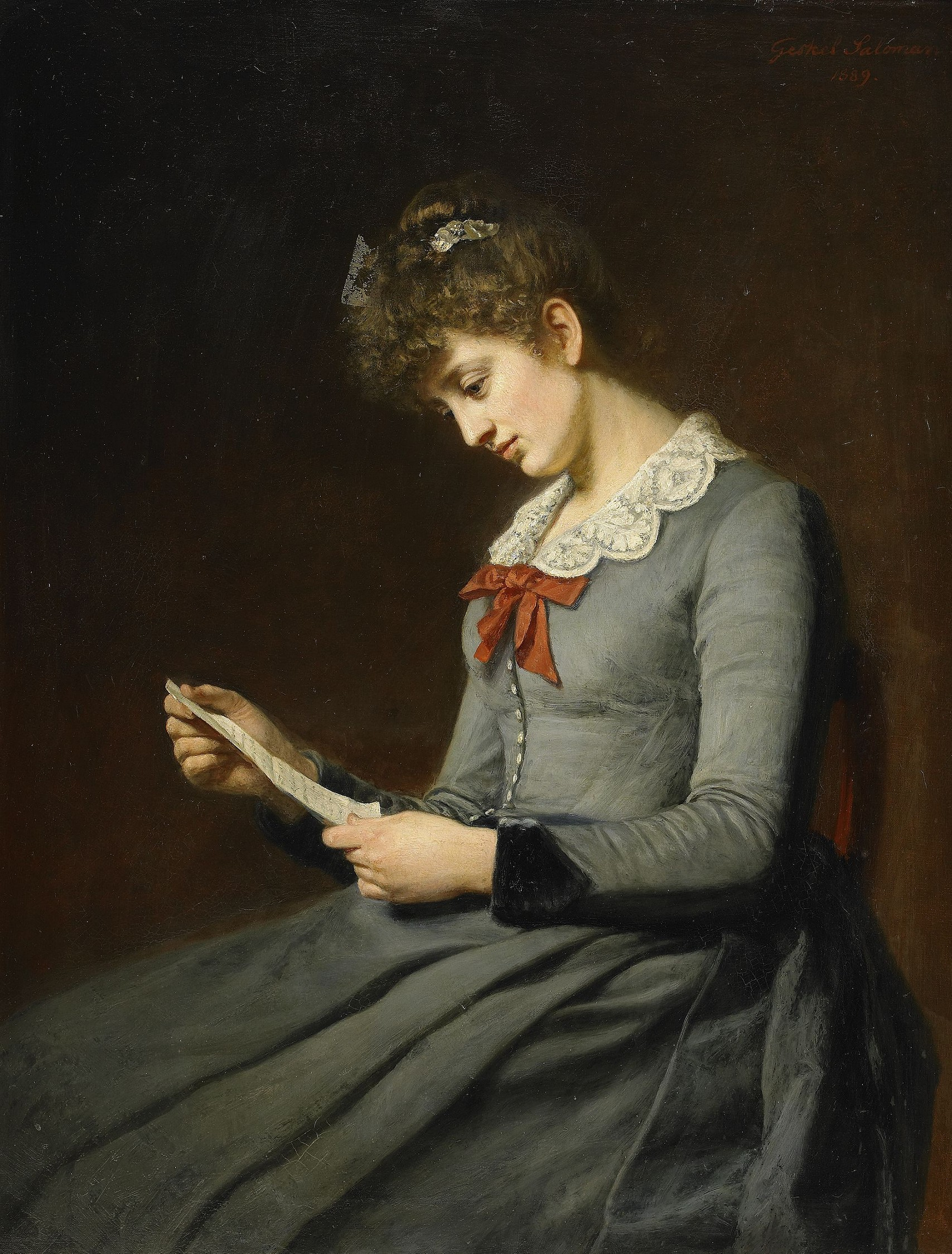
Kärleksbrevet (1889)

### Översättning
- Harding, James Duffield (1866). Ritlektioner / texten bearbetad af G. Saloman. Göteborg: Gumperts bokhandel. Libris 1582208